# قصعين قزمي
قصعين قزمي (الاسم العلمي: Salvia pygmaea) هو نوع نباتي يتبع جنس القصعين من فصيلة الشفوية.